# Sydvestmors Pastorat
Sydvestmors Pastorat er et pastorat i Morsø Provsti, Aalborg Stift med de seks sogne:
- Redsted Sogn
- Hvidbjerg Sogn
- Agerø Sogn
- Karby Sogn
- Tæbring Sogn
- Rakkeby Sogn

I pastoratet er der seks kirker
- Redsted Kirke
- Hvidbjerg Kirke
- Agerø Kirke
- Karby Kirke
- Tæbring Kirke
- Rakkeby Kirke